# Église Sainte-Brigide d'Yèvre-la-Ville
L’église Sainte-Brigide est une église française située à Yèvre-la-Ville, dans le département du Loiret en région Centre-Val de Loire. Elle est consacrée à sainte Brigitte (Sancta Brigida en latin).

## Description

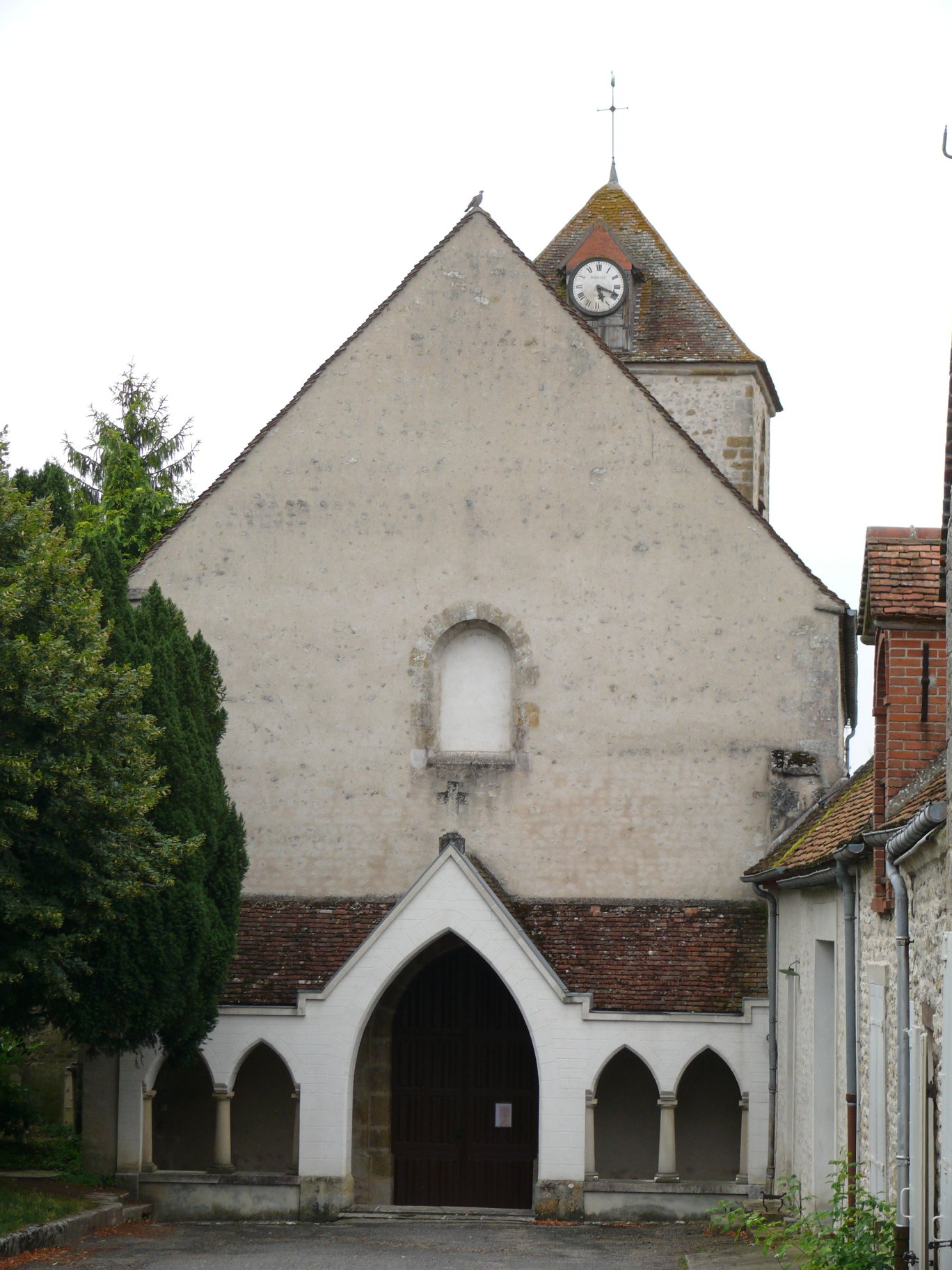
La façade

L'église est située dans le Nord du département du Loiret, dans le centre de Yèvre-la-Ville, à proximité de la route départementale 923, sur la place de l'église.
L'édifice est inscrit aux Monuments historiques depuis 11 octobre 1988.
La paroisse de Yèvre-la-Ville appartient à la province ecclésiastique de Tours, au diocèse d'Orléans dans la zone pastorale de la Beauce et le doyenné Beauce-Pithiviers.